# Fernando Medina
Fernando Medina Maciel Almeida Correia (ur. 10 marca 1973 w Porto) – portugalski polityk, ekonomista i samorządowiec, deputowany do Zgromadzenia Republiki, od 2015 do 2021 burmistrz Lizbony, w latach 2022–2024 minister finansów.

## Życiorys
Absolwent ekonomii na Uniwersytecie w Porto, uzyskał magisterium z socjologii ekonomicznej w Instituto Superior de Economia e Gestão. Był wówczas aktywnym działaczem organizacji studenckich. Dołączył do Partii Socjalistycznej. W latach 1998–2002 pracował w administracji rządowej, m.in. jako doradca premiera Antónia Guterresa. Potem zatrudniony w AICEP, państwowej agencji inwestycji zagranicznych.
Był członkiem obu gabinetów José Sócratesa jako sekretarz stanu ds. zatrudnienia i szkoleń zawodowych (2005–2009) oraz ds. przemysłu i rozwoju (2009–2011). W 2009 i w 2011 uzyskiwał mandat posła do Zgromadzenia Republiki XI i XII kadencji. W kwietniu 2015 został nowym burmistrzem Lizbony. Zastąpił Antónia Costę, który zrezygnował w trakcie kadencji, by zająć się kampanią wyborczą socjalistów. W październiku 2017 Fernando Medina z powodzeniem ubiegał się o reelekcję. We wrześniu 2021 nie został wybrany na kolejną kadencję. W 2022 i 2024 ponownie uzyskiwał mandat deputowanego do Zgromadzenia Republiki.
W marcu 2022 objął funkcję ministra finansów w trzecim rządzie Antónia Costy. Urząd ten sprawował do kwietnia 2024.